# دجاج كييف

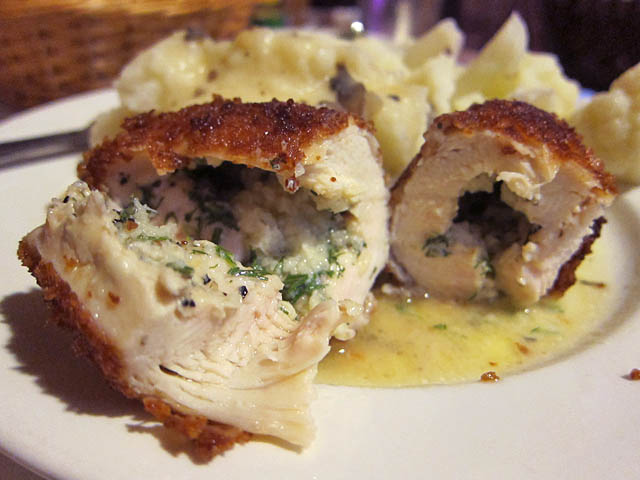
دجاج كييف

دجاج كييف (بالأوكرانية:Котлета по-київськи) هو طبق شعبي مكون من صدور الدجاج الخالية من العظم يدق ويضاف إليه الزبدة والثوم والأعشاب، ثم يغمس بالخبز المطحون (قرشلة) ويقلى بالزيت.

## الأصل
جرت العادة على اعتبار الطبق أوكراني الأصل واسمه يأتي من اسم عاصمة أوكرانيا كييف. لكن رأيًا يقول عكس ذلك حيث يقول مؤرخ الأغذية الروسي وليام بوكهليبكن أن دجاج كييف قد اخترع في نادي جمعية تجار موسكو في أوائل القرن العشرين، وأعيدت تسمية دجاج كييف باسم (котлета по-київськи, كوتيلتا بو-كيفسكي; شريحة الدجاج على الطريقة الكييفية) في واحد من المطاعم السوفياتية في وقت لاحق.